# Banffshire
Banffshire (także Banff) – hrabstwo historyczne w północno-wschodniej Szkocji, z ośrodkiem administracyjnym w Banff.
Hrabstwo położone było na południowym wybrzeżu zatoki Moray Firth (Morze Północne), z linią brzegową liczącą niecałe 50 km. Zajmowało wąskie terytorium rozciągające się w głąb lądu w kierunku południowo-zachodnim na długość około 90 km. Otoczone było przez hrabstwa Moray na zachodzie, Inverness-shire na południowym zachodzie i Aberdeenshire na wschodzie. Większa część hrabstwa była górzysta, położona na terenie Grampianów. Na południowym zachodzie w jego granicach znajdował się fragment pasma Cairngorm, a w jego obrębie najwyższe szczyty hrabstwa – Ben Macdui (1309 m n.p.m.) i Cairn Gorm (1245 m n.p.m.). Wybrzeże nizinne, równinno-pagórkowate. Główne rzeki – Spey i Deveron. Powierzchnia w 1887 roku – 1668 km², w 1951 roku – 1631 km² (2,1% terytorium Szkocji). Liczba ludności w 1887 roku – 62 736, w 1951 roku – 50 148 (1,0% całkowitej populacji Szkocji).
Lokalna gospodarka opierała się w dużej mierze na wypasie zwierząt (w szczególności bydła), rybołówstwie, a także wydobyciu łupków i marmuru.
Hrabstwo zlikwidowane zostało w wyniku reformy administracyjnej w 1975 roku, włączone do nowo utworzonego regionu Grampian. Od 1996 roku terytorium hrabstwa podzielone jest pomiędzy jednostki administracyjne (council areas)  Aberdeenshire i Moray.